# Manuel Lázaro Burgos

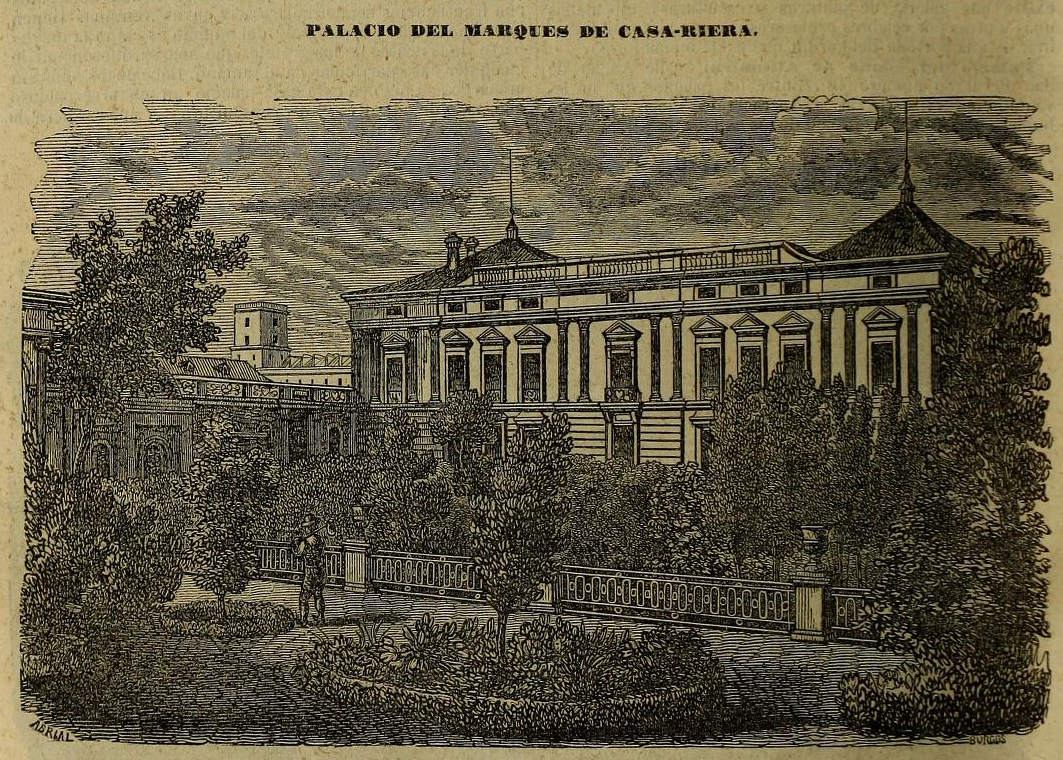
Gravure du Palais du Marquis de Casa Riera publiée dans le tome X du Diccionario geográfico-estadístico-histórico de España y sus posesiones de Ultramar de Pascual Madoz (1850).

Manuel Lázaro Burgos est un graveur sur bois et un fondeur d'objets typographiques espagnol du XIXe siècle.

## Biographie
Il est d'abord disciple de Barbaut au conservatoire des arts de Madrid à Paris puis de Masson à Londres. Il réalise une grande quantité de décorations, finitions et lettres initiales.
Il est notamment décoré de la médaille de bronze de l'Exposition nationale des beaux-arts espagnole en 1841 pour ses efforts dans la production de stéréotypes.
Il a eu deux filles qui se sont également consacrées à la gravure sur bois dont les œuvres ont été publiées dans El Álbum de las Familias.

## Œuvre
Il a produit de nombreuses gravures dans les journaux Semanario Pintoresco Español, La Ilustración, El Artista, (deuxième époque), La Educación Pintoresca, La Aurora de la Vida, Álbum de las Familias, El Renacimiento et La Lectura para Todos.
Il illustre également des ouvrages tels que Galería Régia, El Pabellon español, Diccionario geográfico-estadístico-histórico de España y sus posesiones de Ultramar de Pascual Madoz, La Historia del Escorial d'Antonio Rotondo, ainsi que les romans Animales célebres, Las mil y una noches (1867), La enferma del corazón, La maldición de Dios, El Duente de la córte, entre autres.